# Rerum Moscoviticarum Commentarii
Rerum Moscoviticarum Commentarii (Notes sur les affaires moscovites) est un livre de 1549 écrit en latin par Sigmund von Herberstein. Il traite de la géographie, de l'histoire, de la culture de la grande-principauté de Moscou d'avant Ivan le Terrible. Ce livre fut l'une des principales sources d'information du reste de l'Europe sur la Russie.

## Contexte
Ambassadeur des empereurs Maximilien puis Charles Quint, Sigmund von Herberstein fit de 1515 à 1553 soixante-neuf missions à l'étranger dont les deux plus célèbres sont celles de Russie effectuées en 1517 et 1526. Né à Vipava (italien : Vipacco, allemand : Wippach), en Carniole), il avait donc une connaissance du slovène, langue slave, ce qui lui fut utile pour comprendre et se faire comprendre en Russie. À l'époque de ses voyages, peu de choses étaient connues sur la Russie, et le peu était souvent faux ou approximatif.
La grande-principauté de Moscou est issue de la dissolution du Rus' de Kiev et finira par devenir l'Empire russe. À l'époque des voyages de  Sigmund von Herberstein, c'est donc encore un État en construction. Sigmund von Herberstein vient après Ivan le Grand, qui avait agrandi le territoire de la principauté au détriment des terres voisines (comme la république de Novgorod), et qui avait renforcé son autorité au détriment de celles des princes patrimoniaux ; et il vient avant Ivan le Terrible, qui sera le premier tsar de Russie. Sigmund von Herberstein ne fait donc pas de différence dans son livre entre la Russie et la grande-principauté de Moscou.

## Recherche
Développant un profond intérêt pour la Russie, Sigmund von Herberstein orienta sa recherche dans plusieurs directions : 
- utilisant sa connaissance du slovène, il questionna beaucoup de gens sur beaucoup de choses.
- il fit une critique de ce qu'il avait lu, comparant à ce qu'il avait vu en sachant que peu d'auteurs étaient venus en Russie.
- il recherchait des preuves et des confirmations
- il lisait des textes en russe qui n'étaient pas disponibles dans le reste de l'Europe

## Le livre
Sigmund von Herberstein fut donc capable de produire le premier témoignage ethnographique détaillé, fournissant des panoramas exacts sur le commerce, la religion, les coutumes, la politique. Il établit même sa théorie sur la culture politique russe.
Ce livre contribua beaucoup à ce que le reste de l'Europe voie la Russie comme une monarchie absolue despotique : 
- il accentua le pouvoir absolu de la monarchie plus que ce que les précédentes publications avaient fait
- son opinion de la culture politique russe était différente de celle des autres auteurs. Par exemple, quand les autres prétendaient que les Russes étaient fanatiquement loyaux à leur gouvernement et qu'ils étaient en retour bien traités, Herberstein voyait et écrivait l'inverse : il voyait une grande-principauté de Moscou tout juste sortie d'une guerre qui ne s'était pas caractérisé par la loyauté, et il était plus que dubitatif sur bon traitement des sujets, décrivant par exemple Ivan le Grand comme un tyran alcoolique et misogyne. De plus, son récit de la campagne d'unification et une série de bannissements et de déportations de populations entières pour briser les pouvoirs régionaux et les autres princes, et les soumettre. Il décrivit aussi des paysans dans une condition misérable, exposés aux pillages des nobles et des soldats.

## Tsar et Czar
Sigmund von Herberstein est à l'origine de la confusion entre tsar et czar, car il put écrire csar pour tsar (russe : царь Alphabet phonétique international : [t͡sɑrʲ]).

Illustrations publiées dans les Notes
Plan de Moscou en 1556
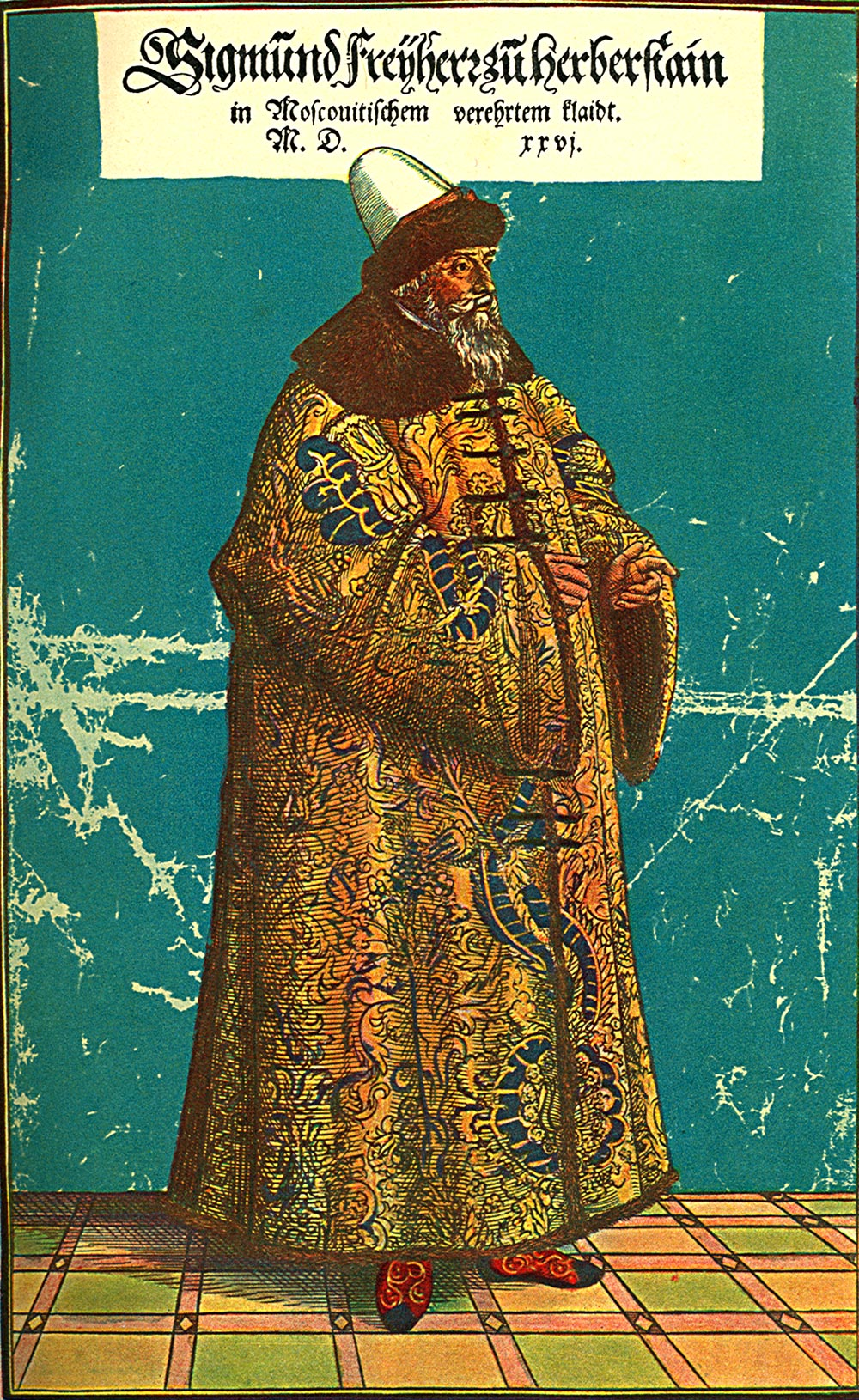
Sigismund von Herberstein en habits russes
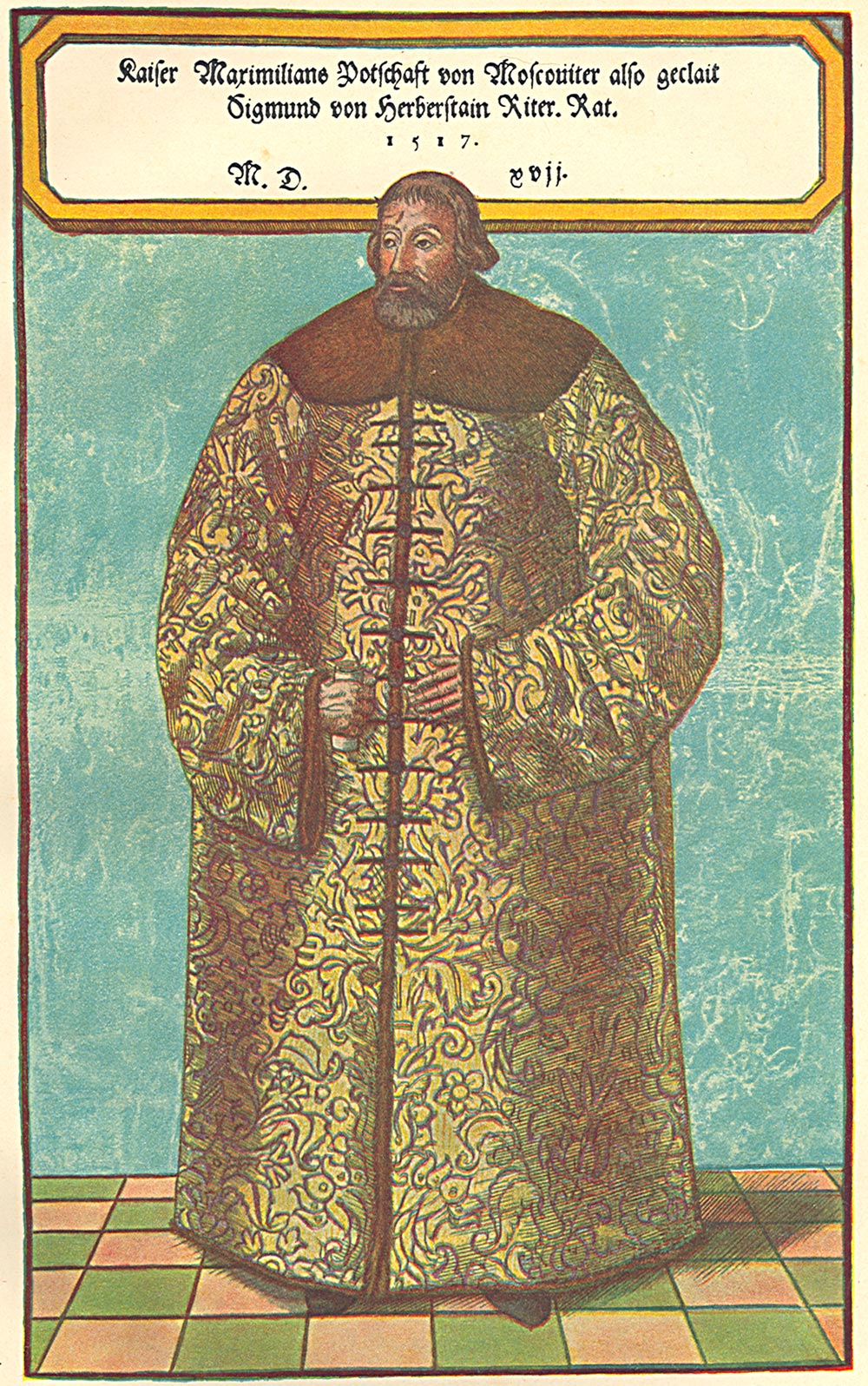
Sigismund von Herberstein en habits russes
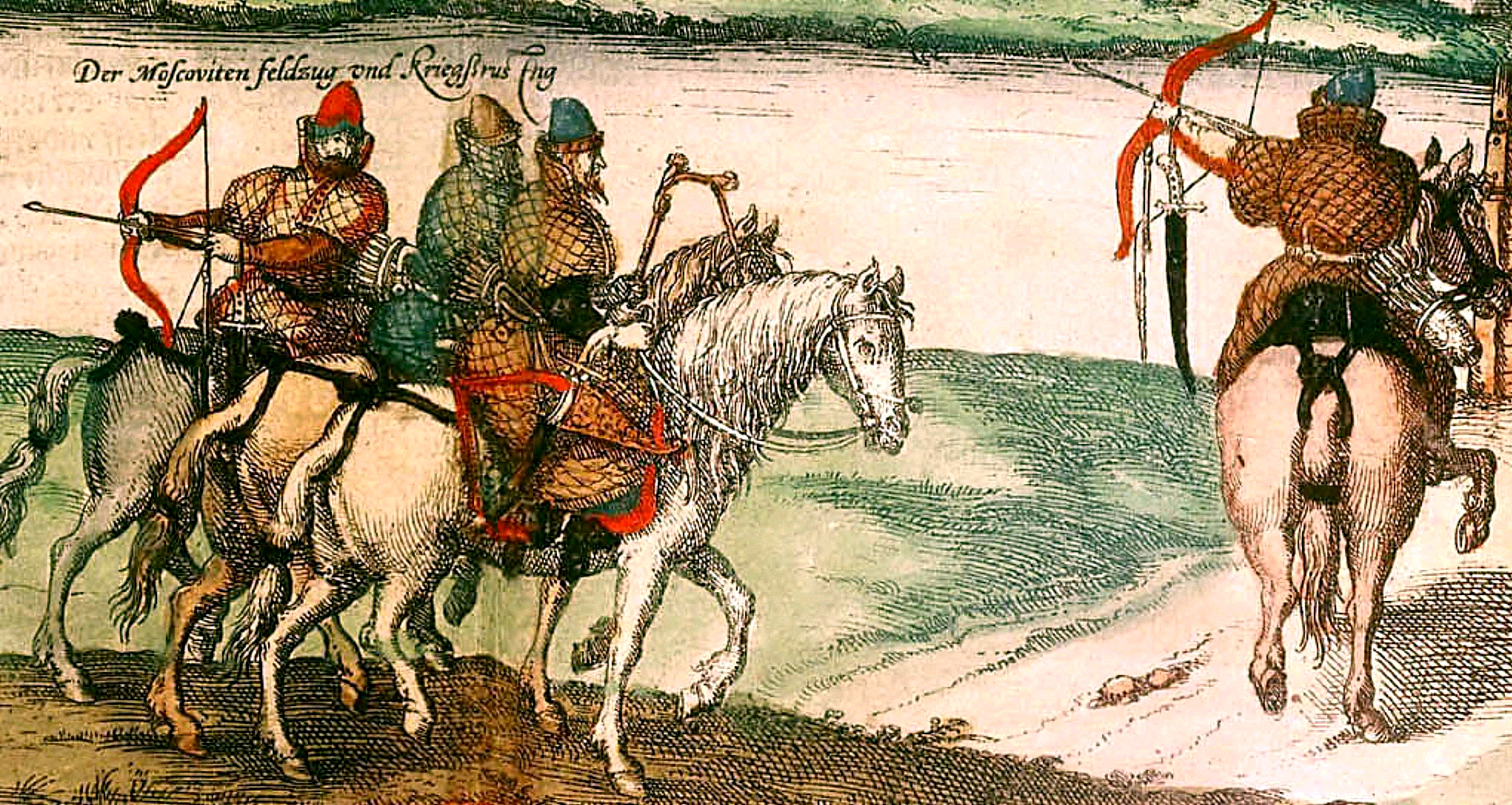
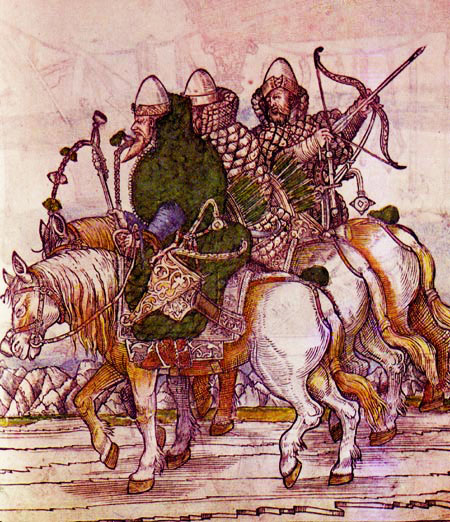

Illustrations publiées dans les Notes
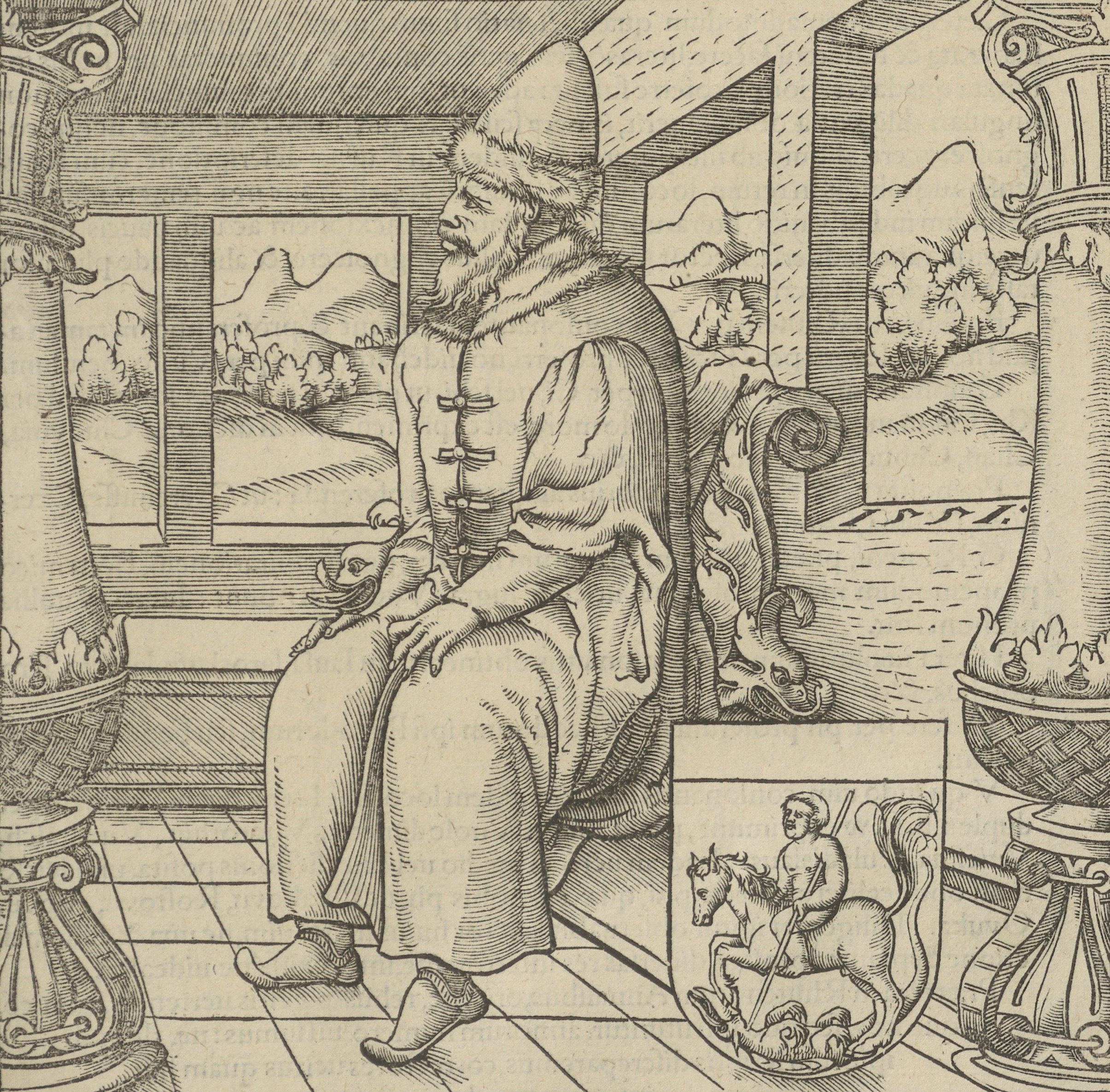
Vassili III, au pouvoir lors des voyages de Sigmund von Herberstein
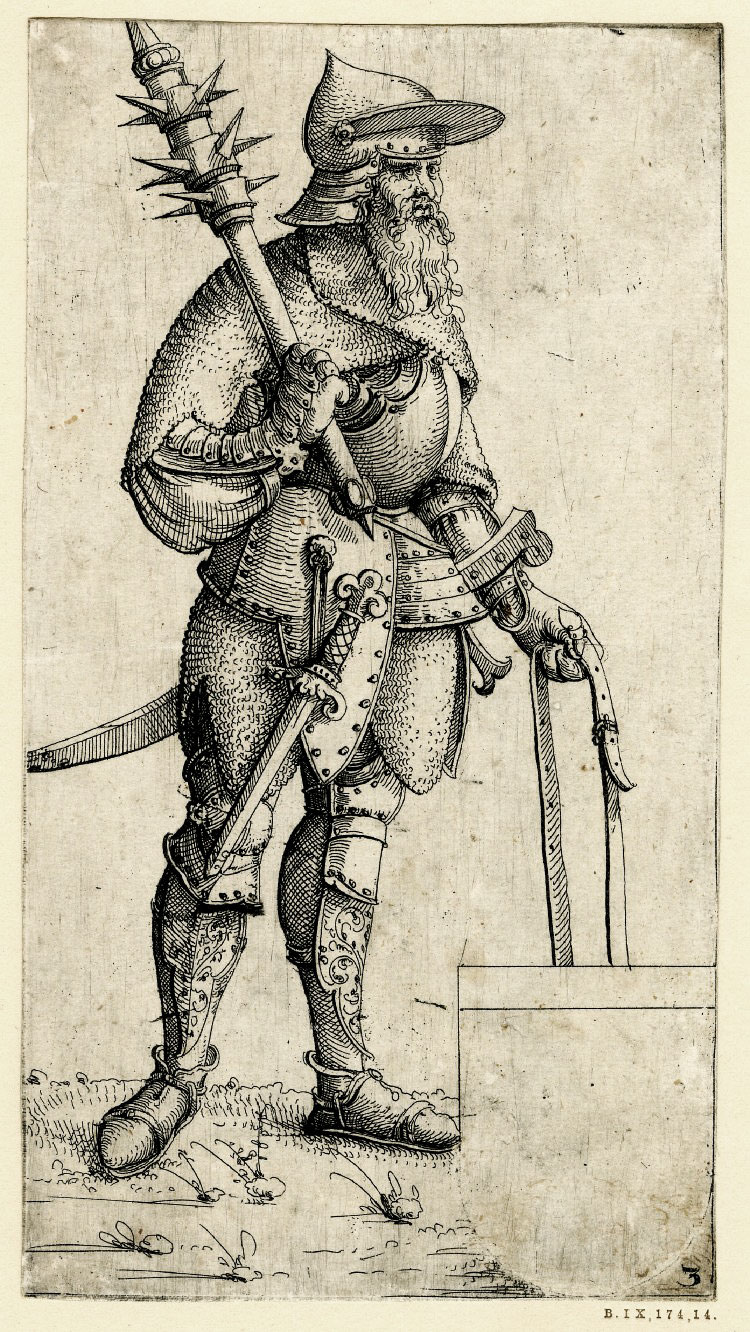
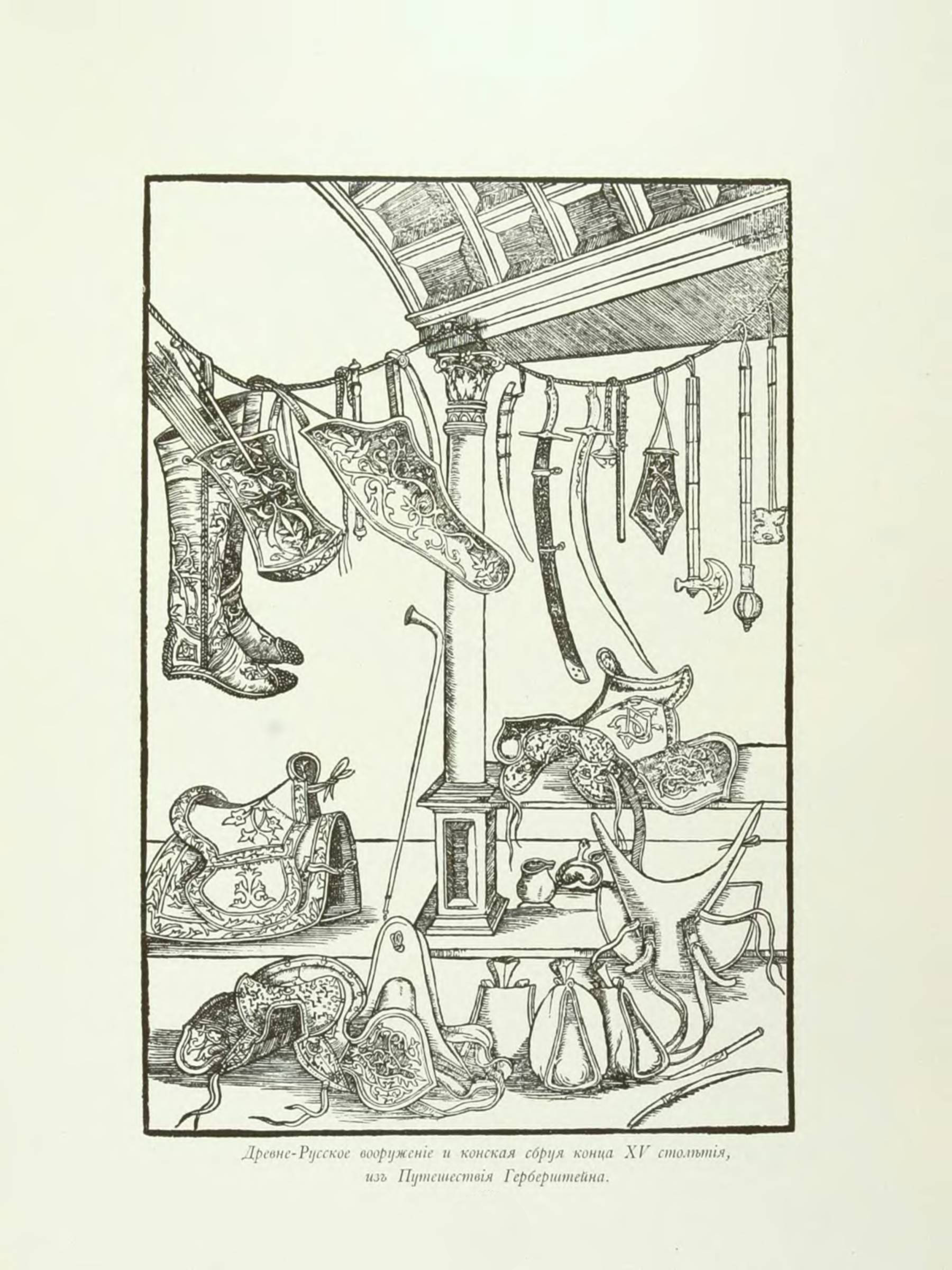
Iluustration (entre 1896 et 1911)
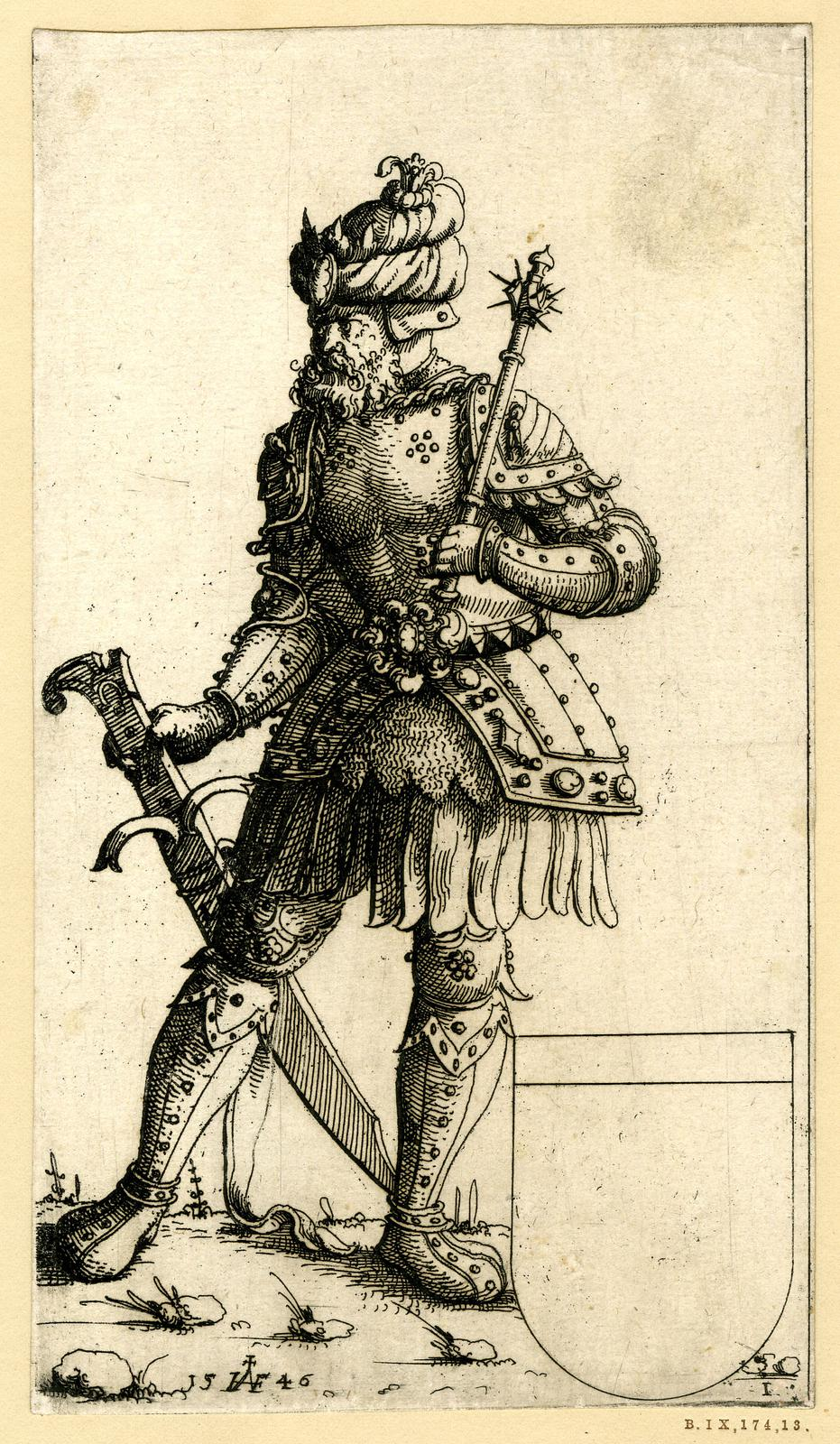
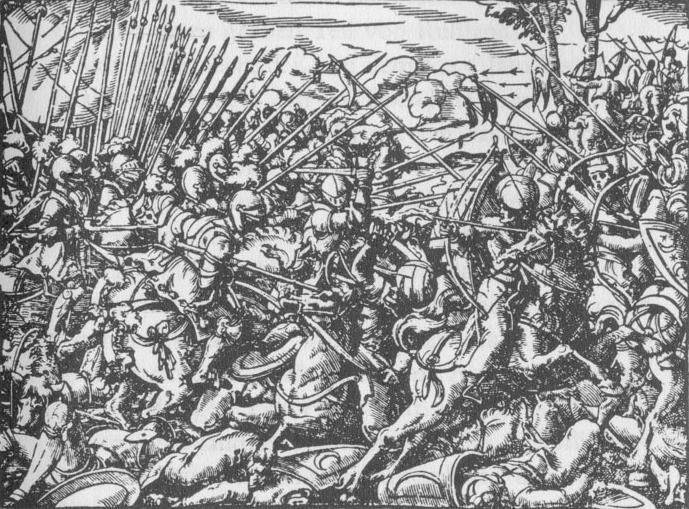
Bataille de la Grande-Principauté avec la république de Novgorod
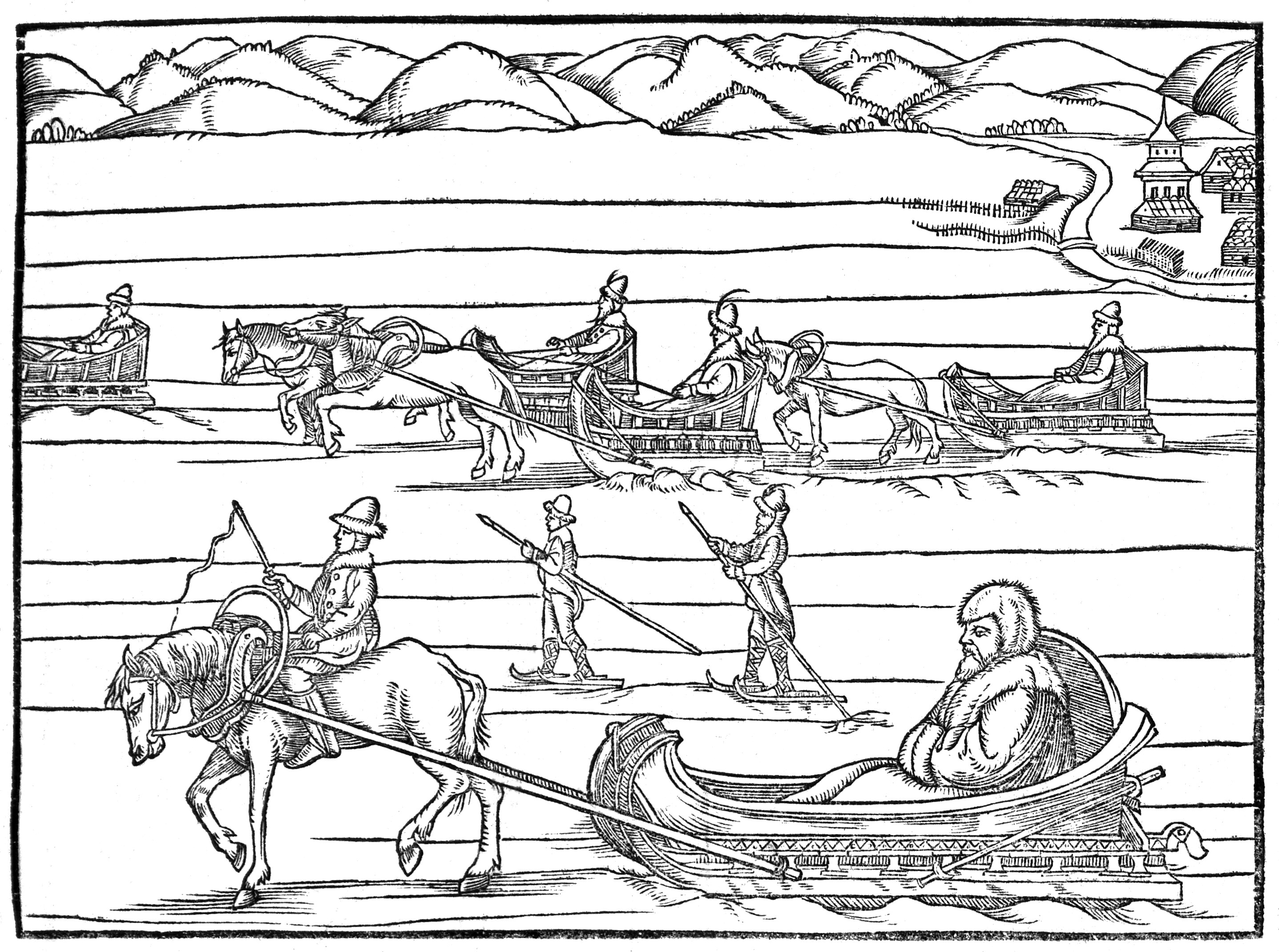
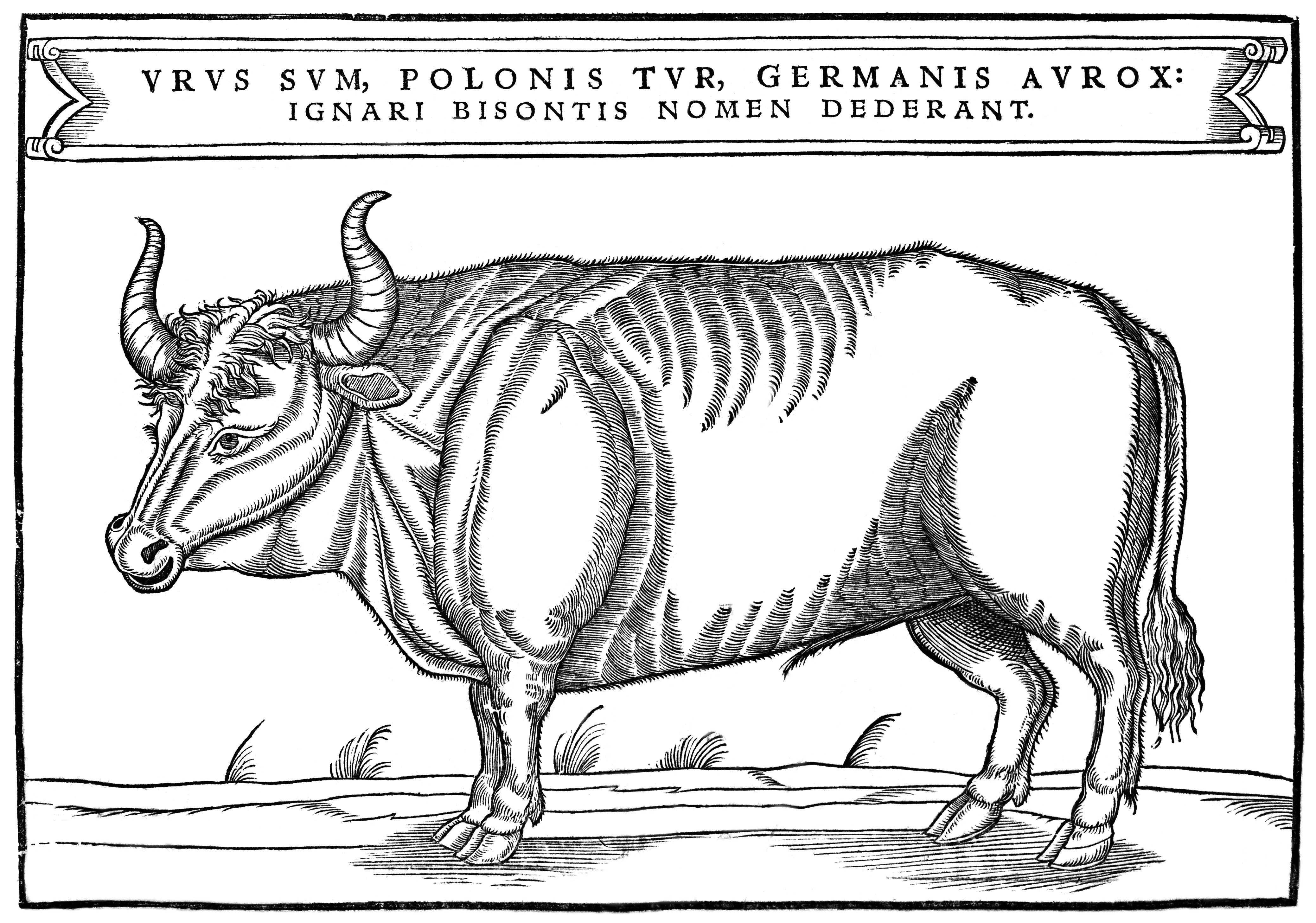